# Melastoma nitidum
Melastoma nitidum är en tvåhjärtbladig växtart som beskrevs av Pieter Willem Korthals. Melastoma nitidum ingår i släktet Melastoma och familjen Melastomataceae. Inga underarter finns listade i Catalogue of Life.